# 斯科莫羅希 (日托米爾區)
50°11′42″N 28°44′23″E / 50.19500°N 28.73972°E
斯科莫羅希（烏克蘭語：Скоморохи），是烏克蘭北部的村莊，隸屬日托米爾州的日托米爾區。該村面積1.07平方公里，海拔高度213米，2001年人口724，人口密度每平方公里678.54人。